# Eric Linden
Eric Linden, New York, 15 september 1909 - South Laguna Beach, 14 juli 1994 was een Amerikaans acteur. Van 1931 tot 1941 heeft hij in meer dan dertig films gespeeld.

## Biografie
Lindens ouders waren uit Zweden afkomstig. Zijn vader was een professioneel pianist en acteur op het podium van het Theatre Royal in Stockholm. Toen Eric zes jaar oud was verhuisde de familie naar New York. Om zijn familie te helpen onderhouden begon hij op 7-jarige leeftijd te werken als afwasser in een café, na schooltijd. Hij verkocht ook kranten op Tenth Avenue. Op school deed hij mee aan toneelstukken. Hij ging studeren aan de Columbia-universiteit. Linden had de ambitie om schrijver te worden in plaats van acteur. Op 22-jarige leeftijd had hij al twee toneelstukken geschreven en 40 korte verhalen. Maar geen daarvan was gepubliceerd. 
Hij ging studeren aan het Theatre Guild en verscheen daarna op Broadway. Ook acteerde hij in Parijs bij de Paris-American Company. In 1928 verscheen hij op Broadway in een bewerking van Goethes Faust. Daarna in The Silver Cord, The Age of Consent, Life Begins, Sweepings en Big City Blues.
In 1931 maakte hij zijn filmdebuut in de misdaadfilm Are These Our Children ? van RKO Pictures waar hij een jonge student speelde die op het misdadige pad terecht komt en een moord pleegt.
Met zijn jeugdige uiterlijk speelde Linden in de daaropvolgende jaren gevoelige, onzekere, tragische of criminele jongemannen. Maar de grote doorbraak bleef uit. Halverwege de jaren dertig werden zijn filmrollen onbeduidender en kreeg hij uitsluitend nog hoofdrollen in B-films. Uiteindelijk moest hij wegens te weinig succes zijn filmcarrière beëindigen en hij keerde voor korte tijd terug naar het toneel. Daarna diende hij in de Tweede Wereldoorlog. Later stopte hij met acteren en werkte als weginspecteur voor het Graafschap Orange in Californië en ook voor de radio.    
Linden overleed in 1994 in South Laguna Beach (Californië) op 84-jarige leeftijd. Hij heeft een ster op 7098 Hollywood Boulevard in de Motion Pictures afdeling van de Hollywood Walk of Fame. Deze werd ingewijd op 8 februari 1960.

## Filmografie
- 1931 - Are These Our children ?
- 1932 - Young Bride
- 1932 - The Crowd Roars
- 1932 - The Roadhouse Murder
- 1932 - The Age of Consent
- 1932 - Life Begins
- 1932 - Big City Blues
- 1932 - Afraid To Talk
- 1933 - No Other Woman
- 1933 - The Past of Mary Holmes
- 1933 - Sweepings
- 1933 - The Silver Cord
- 1933 - Flying Devils
- 1934 - I Give My Love
- 1935 - Let 'em Have It
- 1935 - Ladies Crave Excitement
- 1935 - Born to Gamble
- 1935 - Ah, Wilderness!
- 1936 - The Voice of Bugle Ann
- 1936 - Robin Hood of El Dorado
- 1936 - In His Steps
- 1936 - Old Hutch
- 1936 - Career Woman
- 1937 - A Family Affair
- 1937 - Girl Loves Boy
- 1937 - The Good Old Soak
- 1937 - Sweetheart of the Navy
- 1938 - Here's Flash Casey
- 1938 - Midnight Intruder
- 1938 - Romance of the Limberlost
- 1939 - Everything's on Ice
- 1939 - Gone with the Wind
- 1941 - Criminals Within